# Karmelitánský ritus

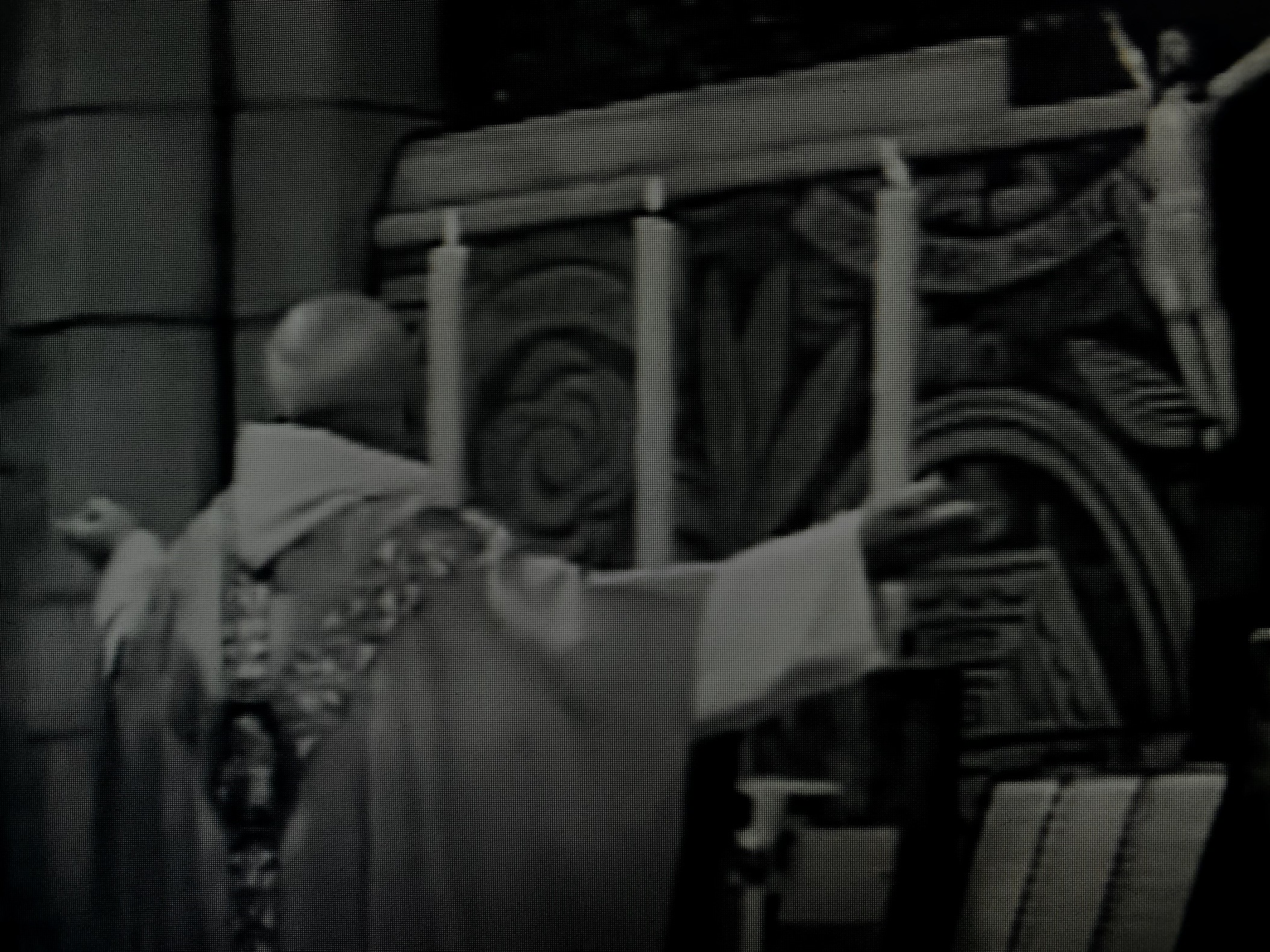
Během mše svaté v karmelitánském ritu kněz několikrát činí gesto rozpaženýma rukama, připomínající ukřižování

Ritus Božího hrobu, běžně nazývaný karmelitánský ritus,  je latinský liturgický ritus, který používali Kanovníci Božího hrobu, špitálníci, templáři, karmelitáni a další řády založené v rámci latinského patriarchátu jeruzalémského.

## Historie
Historie karmelitánského ritu sahá do 13. století. Stal se běžnou součástí několika řádů, včetně karmelitského.  Karmelitáni jej používali nejdéle, jako hlavní řádový ritus až do roku 1972. Po přijetí mše Pavla VI. coby hlavního řádového ritu, se veřejně mše svatá v karmelitánském ritu nesloužila. Od roku 2012 se nicméně začala objevovat místa, kde ji někteří karmelitáni slouží.
Bosí karmelitáni již při svém vzniku přijali za svůj římský ritus. Karmelitánský ritus jako takový nikdy nepoužívali.

## Užití

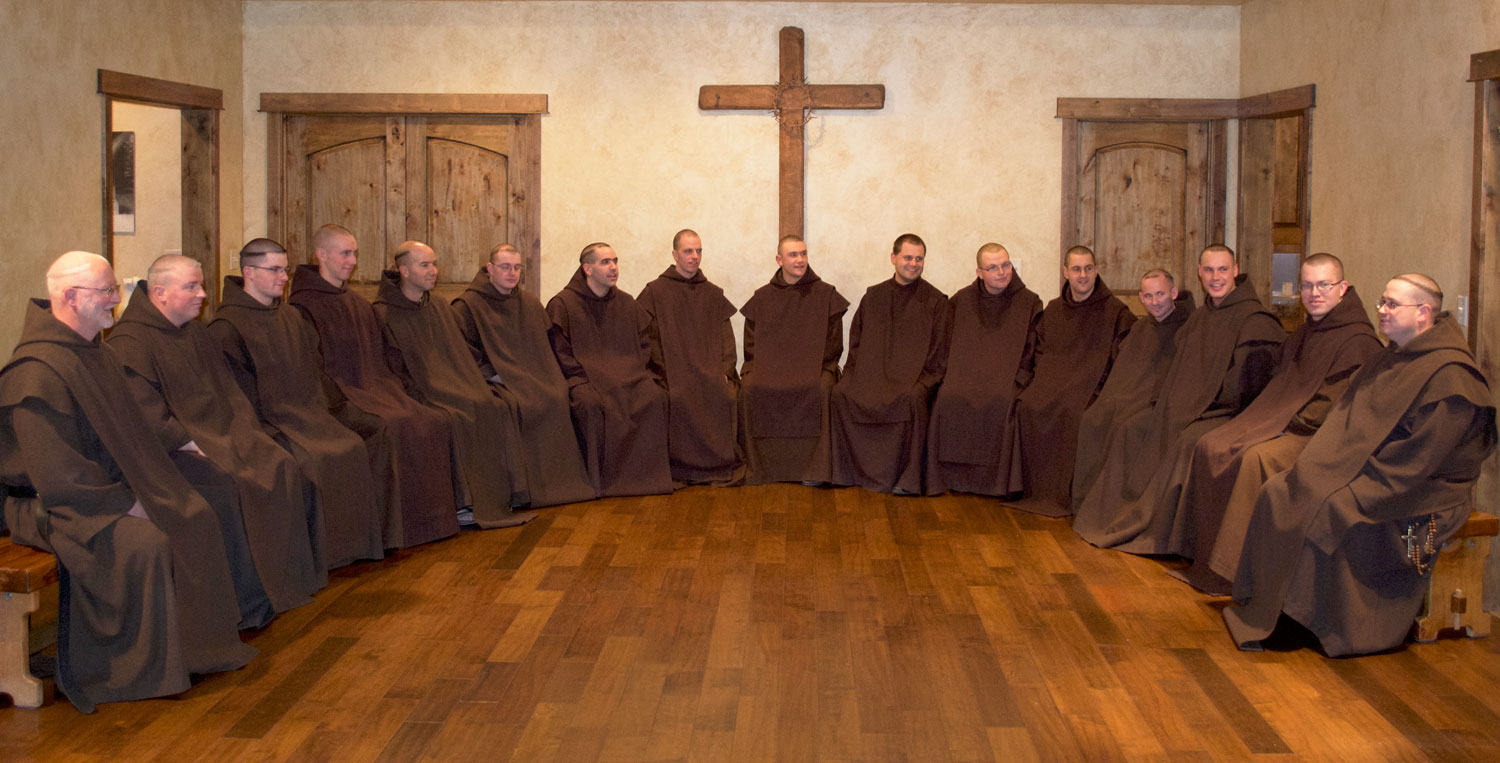
Mniši Nejblahoslavenější Panny Marie Karmelské slouží mše svaté výhradně v karmelitánském ritu (klášter v Meeteetse, Wyoming, 2017)

Karmelitánský ritus se pravidelně veřejně slouží na několika místech, zejména v USA.

## Specifika karmelitánského ritu
Oproti římskému ritu (forma extraordinaria) se karmelitánský ritus vyznačuje několika odlišnostmi. Římský kánon a většina mešního řádu je však stejná. Hlavní viditelnou odlišností je nepoužívání biretu; tento karmelitáni nenosí a v těch částech mše, kde by kněz biret použil nosí kapuci. Celebrant činí opakovaně gesto ukřižování – široce rozepjatýma rukama.